# Saint-Palais-de-Négrignac
Saint-Palais-de-Négrignac is een gemeente in het Franse departement Charente-Maritime (regio Nouvelle-Aquitaine) en telt 329 inwoners (1999). De plaats maakt deel uit van het arrondissement Jonzac.

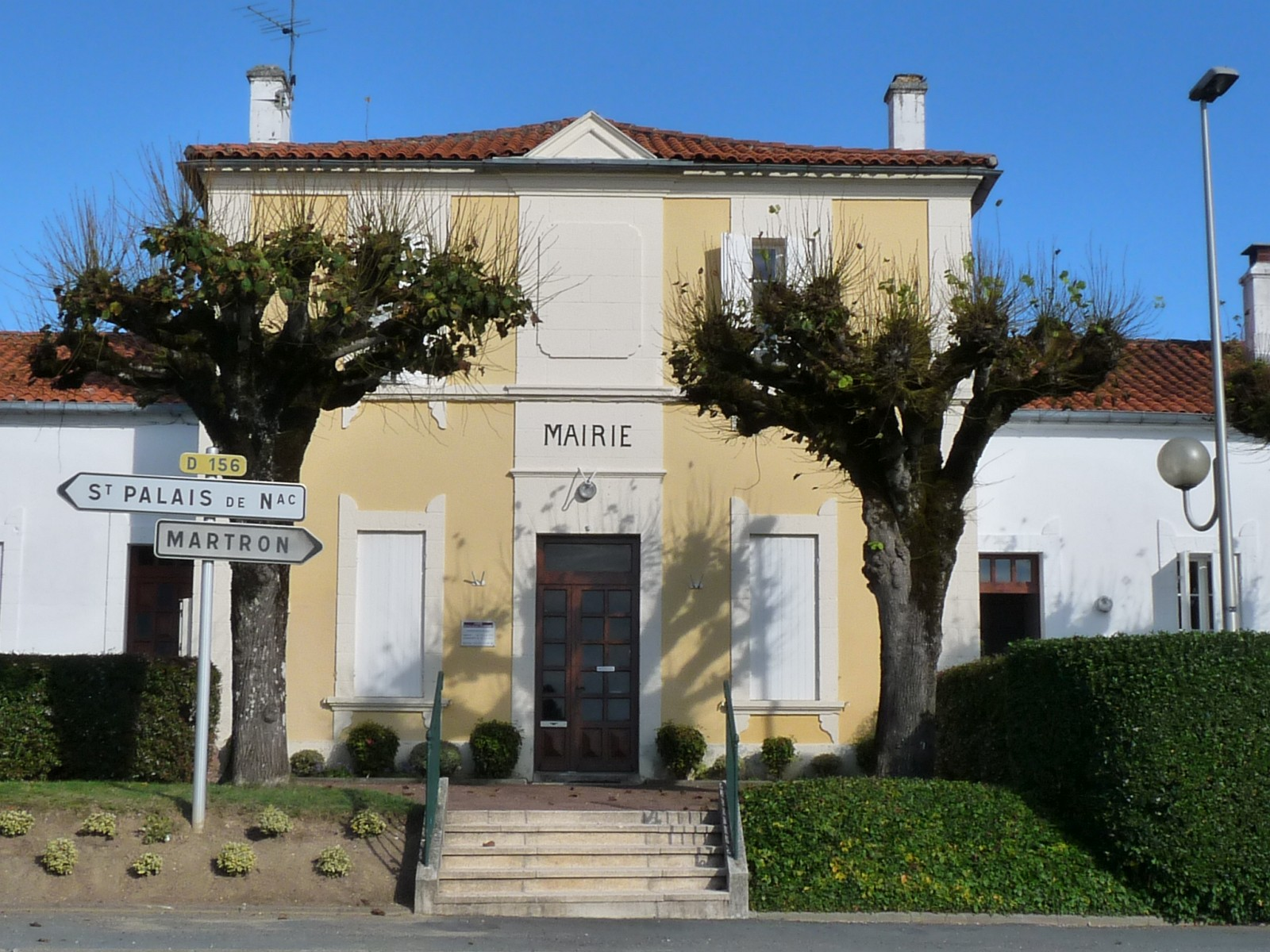
Gemeentehuis
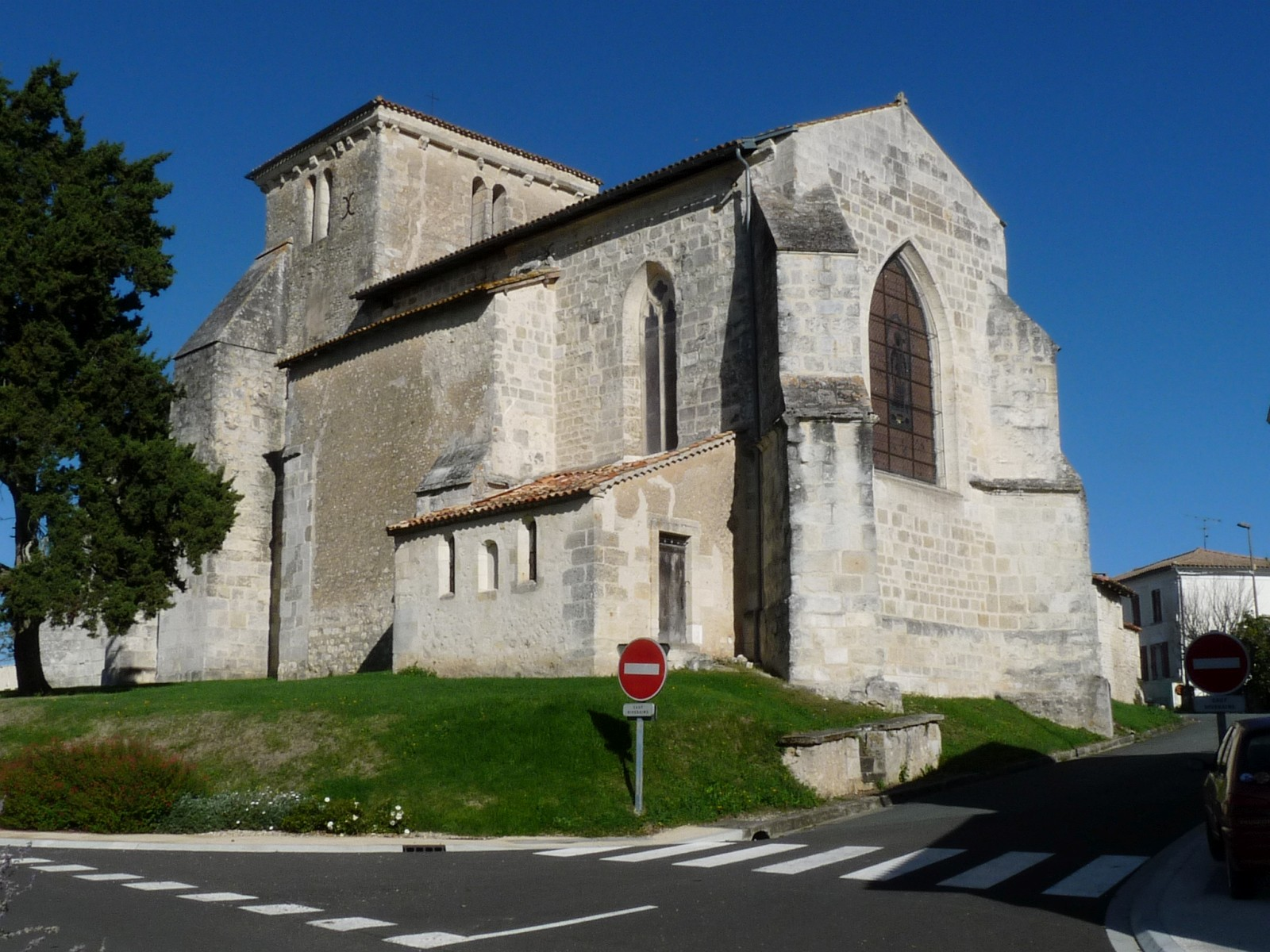
Kerk van Saint-Palais-de-Négrignac

## Geografie
De oppervlakte van Saint-Palais-de-Négrignac bedraagt 18,5 km², de bevolkingsdichtheid is 17,8 inwoners per km².
De onderstaande kaart toont de ligging van Saint-Palais-de-Négrignac met de belangrijkste infrastructuur en aangrenzende gemeenten.

## Demografie
Onderstaande figuur toont het verloop van het inwonertal (bron: INSEE-tellingen).